# Toboliv, Radehiv
Toboliv (în ucraineană Тоболів) este un sat în comuna Sușno din raionul Radehiv, regiunea Liov, Ucraina.

## Demografie
Componența lingvistică a localității Toboliv
     Ucraineană (100%)
Conform recensământului din 2001, toată populația localității Toboliv era vorbitoare de ucraineană (100%).